# Polygonum junceum
Polygonum junceum là một loài thực vật có hoa trong họ Rau răm. Loài này được Ledeb. miêu tả khoa học đầu tiên.